# Jacky Mourioux
Jacques (Jacky) Mourioux, född den 6 mars 1948 i Saint-Michel-sur-Orge, är en fransk tidigare tävlingscyklist som var professionell från 1969 till 1977. Nämnvärda meriter är fyra segrar i sexdagarslopp (tre av dem i par med Alain Van Lancker), samt en andraplats i madison vid Europeiska vintermästerskapen 1973/1974.
Mourioux ingick i det franska laget i lagförföljelselopp vid Olympiska spelen i Mexico City 1968, där det blev utslaget i kvartsfinal av Sovjetunionen.

## Meriter – landsväg
| 1970 7:a i Paris–Tours 1971 10:a totalt i Paris–Nice 1972 4:a totalt i Tour de l'Oise 10:a i Omloop Het Volk 1973 4:a i Paris–Tours | 1974 3:a totalt i Tour Méditerranéen Vinnare av etapp 1 6:a totalt i Tour de l'Aude 1975 8:a i Paris–Camembert |

## Meriter – bana
| 1968 5–8:a i lagförföljelselopp (med Darmet, Rébillard och Van Lancker) 1973/1974 2:a i madison med Alain Van Lancker 1969/1970 Fransk mästare i sprint | 1969/1970 Vinnare av Montréals sexdagars (sep.) med Alain Van Lancker 1970/1971 Vinnare av Bryssels sexdagars (nov.) med Peter Post 1971/1972 Vinnare av Grenobles sexdagars (nov./dec.) med Alain Van Lancker 1972/1973 3:a i Londons sexdagars (sep.) med Alain Van Lancker 1973/1974 2:a i Grenobles sexdagars (okt./nov) med Alain Van Lancker 3:a i Londons sexdagars (sep.) med Alain Van Lancker 3:a i Rotterdams sexdagars (jan.) med Alain Van Lancker 1974/1975 Vinnare av Grenobles sexdagars (okt./nov) med Alain Van Lancker 3:a i Münchens sexdagars (nov.) med Alain Van Lancker |